# David Ogden Stiers
David Allen Ogden Stiers (Peoria, 31. listopada, 1942.), američki je glumac.

## Vanjske poveznice
- David Ogden Stiers na IMDB-u